# Općinska nogometna liga Garešnica 1964./65.
Općinska nogometna liga Garešnica je bila liga šestog stupnja nogometnog prvenstva Jugoslavije u sezoni 1964./65. 
 
Sudjelovalo je ukupno 11 klubova, a prvak je bio "Junak" iz Velikog Pašijana. 

## Ljestvica
| mj.  | klub                             | ut.      | pob.     | ner.     | por.     | gol+     | gol-     | bod      |
| ---- | -------------------------------- | -------- | -------- | -------- | -------- | -------- | -------- | -------- |
| 1.   | Junak Veliki Pašijan             | 19       | 15       | 2        | 2        | 90       | 24       | 32       |
| 2. 1 | Proleter II Garešnički Brestovac | 19       | 15       | 0        | 4        | 88       | 29       | 30       |
| 3.   | Partizan Velika Trnovitica       | 19       | 12       | 2        | 5        | 80       | 34       | 26       |
| 4.   | Borac Berek                      | 19       | 10       | 2        | 7        | 50       | 47       | 22       |
| 5.   | Polet Velika Mlinska             | 18       | 10       | 0        | 8        | 49       | 28       | 20       |
| 6.   | Jedinstvo Trnovitički Popovac    | 19       | 7        | 2        | 10       | 49       | 64       | 16       |
| 7.   | Ilova Tomašica                   | 19       | 7        | 2        | 10       | 38       | 56       | 16       |
| 8.   | Mladost Klokočevac               | 18       | 6        | 1        | 11       | 31       | 47       | 13       |
| 9. 1 | Garić II Garešnica               | 18       | 5        | 1        | 12       | 30       | 54       | 11       |
| 10.  | Radnički Veliko Vukovje          | 18       | 4        | 2        | 12       | 28       | 90       | 10       |
|      | Dišnik                           | odustali | odustali | odustali | odustali | odustali | odustali | odustali |

- ljestvica bez rezultata dvije utakmice
- 1 za "Proleter II" Garešnički Brestovac i "Garić II" Garešnica  se također navodi da su se natjecali van konkurencije
- u ljestvici nisu prikazane utakmice "Dišnika"

## Rezultatska križaljka
| kratica | klub                             | BOR | GAR | ILO | JED | JUN | MLA | PAR | POL | PRO | RAD | DIŠ |
| --- | -------------------------------- | --- | --- | --- | --- | --- | --- | --- | --- | --- | --- | --- |
| BOR | Borac Berek                      |     |     |     |     |     |     |     |     |     |     |     |
| GAR | Garić II Garešnica               |     |     |     |     |     |     |     |     |     |     |     |
| ILO | Ilova Tomašica                   |     |     |     |     |     |     |     |     |     |     |     |
| JED | Jedinstvo Trnovitički Popovac    |     |     |     |     |     |     |     |     |     |     |     |
| JUN | Junak Veliki Pašijan             |     |     |     |     |     |     |     |     |     |     |     |
| MLA | Mladost Klokočevac               |     |     |     |     |     |     |     |     |     |     |     |
| PAR | Partizan Velika Trnovitica       |     |     |     |     |     |     |     |     |     |     |     |
| POL | Polet Velika Mlinska             |     |     |     |     |     |     |     |     |     |     |     |
| PRO | Proleter II Garešnički Brestovac |     |     |     |     |     |     |     |     |     |     |     |
| RAD | Radnički Veliko Vukovje          |     |     |     |     |     |     |     |     |     |     |     |
| DIŠ | Dišnik                           |     |     |     |     |     |     |     |     |     |     |     |
| |                                  |     |     |     |     |     |     |     |     |     |     |     |
| podebljan rezultat - utakmice od 1. do 11. kola (1. utakmica između klubova) rezultat normalne debljine - utakmice od 12. do 22. kola (2. utakmica između klubova) rezultat nakošen - nije vidljiv redoslijed odigravanja međusobnih utakmica iz dostupnih izvora rezultat smanjen * - iz dostupnih izvora nije uočljiv domaćin susreta prekrižen rezultat - poništena ili brisana utakmica p - utakmica prekinuta 3:0 p.f. / 0:3 p.f. - rezultat 3:0 bez borbe n.i. - nije igrano |                                  |     |     |     |     |     |     |     |     |     |     |     |

 Izvori:

## Unutrašnje poveznice
- Podsavezna liga Bjelovar 1964./65.